# لويس بولانيوس
لويس بولانيوس هو لاعب كرة قدم إكوادوري، ولد في 27 مارس 1985 في كيتو في الإكوادور. شارك مع منتخب الإكوادور لكرة القدم. أما مع النوادي، فقد لعب مع إل. دي. يو. كيتو وبرشلونة جواياكويل وسان مارتين دي سان خوان ونادي أطلس ونادي إنترناسيونال ونادي سانتوس ونادي شيفاز يو إس أي.

## وصلات خارجية
- لويس بولانوس على موقع الاتحاد الدولي (مؤرشف)  (الإنجليزية)
- لويس بولانوس على موقع الدوري الأمريكي (الإنجليزية)
- لويس بولانوس على موقع قاعدة بيانات كرة القدم.إي يو (الإنجليزية)
- لويس بولانوس على موقع ناشيونال فوتبول تيمز (الإنجليزية)
- لويس بولانوس على موقع Soccerway.com (الإنجليزية)